# La Rochette (Ardèche)
La Rochette é uma comuna francesa na região administrativa de Auvérnia-Ródano-Alpes, no departamento de Ardèche. Estende-se por uma área de 13,86 km². Em 2010 a comuna tinha 62 habitantes (densidade: 4,5 hab./km²).